# Mareverlag
Der mareverlag ist ein von Nikolaus Gelpke gegründeter und geführter unabhängiger Verlag, zu dessen Hauptprogramm mare – Die Zeitschrift der Meere und Bücher aus den Bereichen Belletristik und Sachbuch gehören.

## Geschichte
1997 erschien mit der ersten Ausgabe der Zeitschrift mare das erste Verlagsprodukt. Seither erscheint die Zeitschrift alle zwei Monate in deutscher Sprache. 2002 wurde das erste Belletristik- und Sachbuchprogramm publiziert. Der Verlag hat seit Gründung seinen Sitz in der Hamburger Speicherstadt.

## Programm
Das Meer als Lebens-, Wirtschafts- und Kulturraum für den Menschen steht im Mittelpunkt aller Publikationen des mareverlags. Das Programm umfasst jährlich sechs Ausgaben der Zeitschrift und ca. 18 Buchprodukte, die vom Menschen und seiner Verbindung zum Meer erzählen.

## mareTV und mareRadio
Das Konzept von mare gibt es seit 2001 auch als Fernsehformat und seit 2004 als Radiosendung. In Zusammenarbeit mit dem Norddeutschen Rundfunk und der Produktionsfirma nonfictionplanet sind seither über 250 Sendungen entstanden. Bremen 2, ein Programm von Radio Bremen und dem Norddeutschen Rundfunk, hat das Konzept von mare aufgegriffen und entwickelt ein inhaltlich an das Heft angelehntes, aber eigenständiges Format für den Hörfunk.

## mare Künstlerhaus
2017 wurde die Roger-Willemsen-Stiftung ins Leben gerufen. Vom mareverlag und seinem Verleger Nikolaus Gelpke gegründet, vergibt die Stiftung Stipendien an Kulturschaffende in den Bereichen bildende Kunst, Komposition und Musik, Literatur, Film oder Performance und ermöglicht den Stipendiaten Projektaufenthalte im mare-Künstlerhaus, Roger Willemsens letztem Wohnhaus, in Wentorf bei Hamburg.

## MS Cape Race

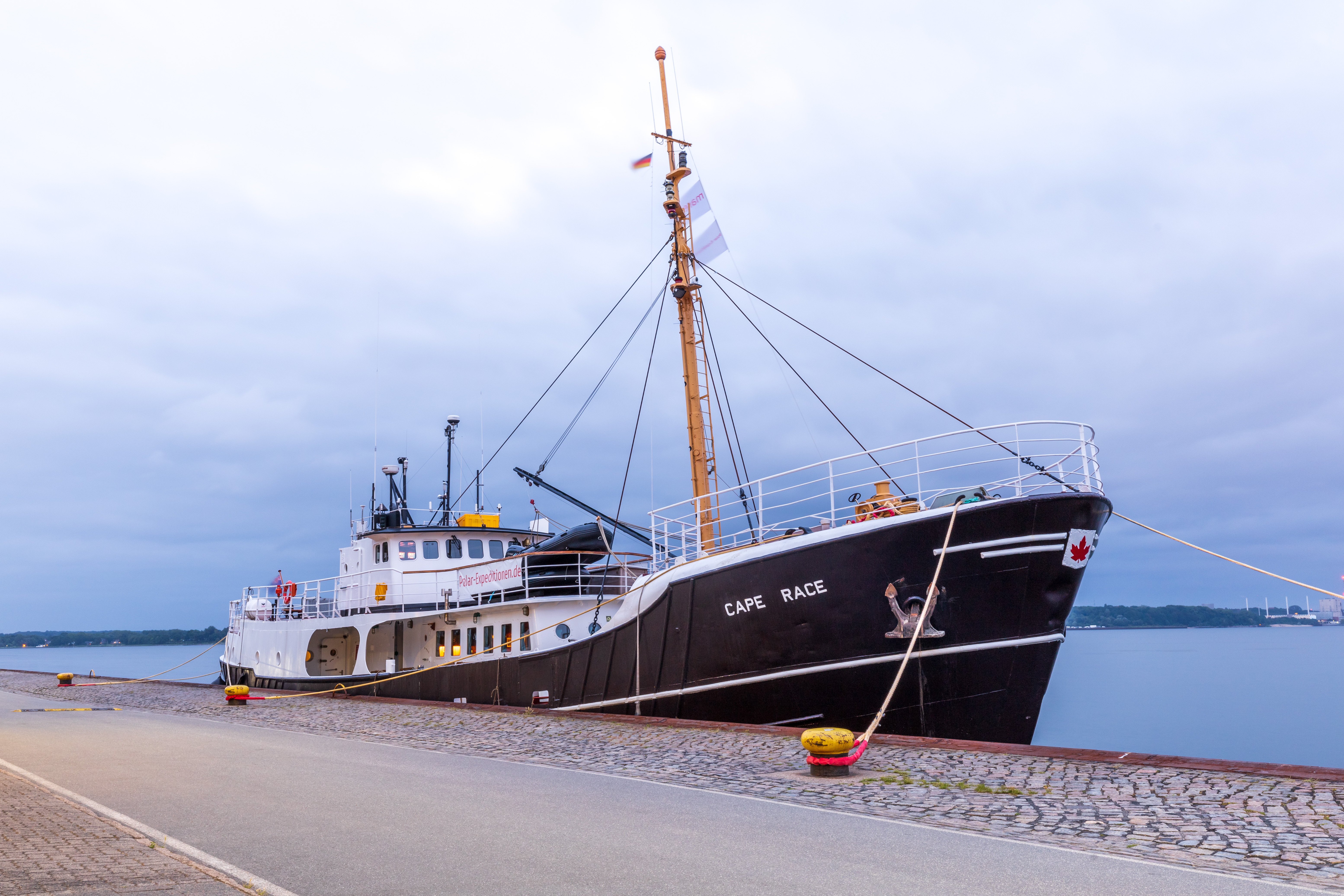
Die MS Cape Race im Hafen von Kiel

Im Herbst 2017 erwarb der mareverlag die „MS Cape Race“, heute ein hochseetaugliches Expeditionsschiff. Die „Cape Race“ wurde 1963 erbaut und war zunächst vierzig Jahre als Fischtrawler im Nordatlantik im Dienst. 2004 als Expeditionsschiff umgebaut, wurde sie 2018/19 auf der Werft Stálsmiðjan-Framtak in Island generalüberholt. Seit 2020 werden Reisen mit der „MS Cape Race“ in den arktischen Gewässern angeboten. Neben der Crew bietet sie Platz für 12 Passagiere.

## Auszeichnungen
- 2019: Deutscher Verlagspreis
- 2020: Deutscher Verlagspreis